# Herz aus Glas (ścieżka dźwiękowa)
Herz aus Glas – wydany w 1977 roku nakładem wytwórni fonograficznej Brain dziewiąty album studyjny niemieckiego zespołu krautrockowego Popol Vuh, a zarazem ścieżka dźwiękowa do filmu Szklane serce w reżyserii Wernera Herzoga. Płyta ukazała się z podtytułem Singet, denn der Gesang vertreibt die Wölfe.... Znana jest także pod francuskim tytułem Coeur de Verre, względnie pod angielskim Heart of Glass.

## Lista utworów
Opracowano na podstawie materiału źródłowego.
Muzykę napisali Florian Fricke (A1-A3, B1, B3, B4, drugi utwór bonusowy na CD) i Daniel Fichelscher (B2, pierwszy utwór bonusowy na CD).
Wydanie LP:
Strona A:
| Nr | Tytuł utworu                        | Długość |
| -- | ----------------------------------- | ------- |
| 1. | „Engel der Gegenwart”               | 8:15    |
| 2. | „Blätter aus dem Buch der Kühnheit” | 4:17    |
| 3. | „Das Lied von den hohen Bergen”     | 4:08    |
|    |                                     | 16:40   |

Strona B:
| Nr | Tytuł utworu                                  | Długość |
| -- | --------------------------------------------- | ------- |
| 1. | „Hüter der Schwelle”                          | 3:45    |
| 2. | „Der Ruf”                                     | 4:41    |
| 3. | „Singet, denn der Gesang vertreibt die Wölfe” | 4:30    |
| 4. | „Gemeinschaft”                                | 3:47    |
|    |                                               | 16:43   |

Wydanie CD (SPV Recordings 2005) – utwory dodatkowe:
| Nr | Tytuł utworu                                            | Długość |
| -- | ------------------------------------------------------- | ------- |
| 1. | „Auf dem Weg – On the Way (Alternative Guitar Version)” | 4:15    |
| 2. | „Hand in Hand in Hand (Agape Guitar Version)”           | 3:52    |
|    |                                                         | 8:07    |

## Twórcy
Opracowano na podstawie materiału źródłowego.
Muzycy:
- Florian Fricke – fortepian
- Daniel Fichelscher – gitara, instrumenty perkusyjne

Dodatkowi muzycy:
- Al Gromer – sitar
- Mathias von Tippelskirch – flet

Produkcja:
- Florian Fricke, Renate Knaup - produkcja muzyczna
- Hardy Bank, Frank Fiedler, Robert Wedel - inżynieria dźwięku